# Gabriela Ducháčková
Gabriela Ducháčková (* 24. September 1993) ist eine ehemalige tschechische Grasskiläuferin. Sie gehörte dem Juniorenkader der tschechischen Grasskimannschaft an und bestritt in der Saison 2008 zwei Weltcuprennen.

## Karriere
Ducháčková feierte ihre größten Erfolge im Tschechien-Cup. In den Kinder- und Schülerrennen gelangen ihr mehrere Siege und zahlreiche Podestplätze. In der Saison 2008 erreichte sie den vierten Platz in der Damenwertung. Internationale Rennen bestritt Ducháčková nur wenige. Ihre einzigen Starts im Weltcup hatte sie in den beiden Rennen von Čenkovice im Juli 2008. Im Riesenslalom fuhr sie dabei auf Platz elf, womit sie ihre einzigen Weltcuppunkte gewann, im Slalom fiel sie jedoch im zweiten Durchgang aus. Im Gesamtweltcup kam sie damit in der Saison 2008 nur auf den 19. und zugleich letzten Rang. Im September 2008 bestritt die Tschechin ihre letzten Rennen, ab der Saison 2009 nahm sie an keinen Wettbewerben mehr teil.

## Erfolge
- Weltcup: Eine Platzierung unter den besten 15